# 莫斯科议定书
《莫斯科议定书》（捷克語：Moskevský protokol）是1968年8月27日签署的一份文件，总结了1968年8月23日至26日苏联和捷克斯洛伐克社会主义共和国谈判的结果。除弗朗齐谢克·克里格尔外，所有捷克斯洛伐克代表团成员都在该文件上签字。8月31日，捷克斯洛伐克共产党中央委员会通过了该议定书。 议定书的要点由苏联口述，意味着在意识形态上否定整个布拉格之春，开辟通往未来关系正常化的道路，这种正常化一直持续到天鹅绒革命。1969年4月，古斯塔夫·胡萨克出任捷克斯洛伐克共产党主席，继续推进国家正常化进程，成为捷克斯洛伐克共产党的领导人物。